# Băng tần M
Băng tần M dùng để chỉ 2 vùng tần số khác nhau trong phổ điện từ, đó là tần số vô tuyến và cận hồng ngoại.

## Vô tuyến
Băng M là dải tần số vô tuyến từ 60 GHz tới 100 GHz trong phổ điện từ. Bước sóng tương ứng từ 3 mm tới 5 mm. Băng M nằm ở trong băng SHF thuộc phổ vô tuyến.
Băng M hiện đại giao với băng V (50–75 GHz) và W (75–110 GHz) của hệ thống phân loại IEEE cũ hơn.

## Thiên văn hồng ngoại

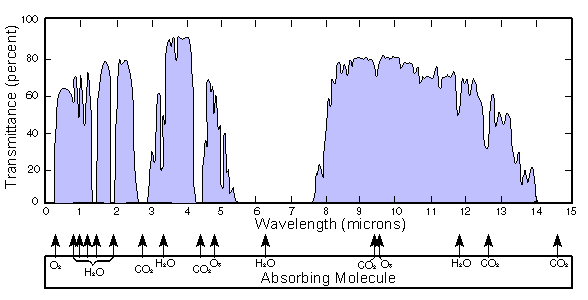
Cửa sổ khí quyển trong vùng hồng ngoại. Băng M là cửa sổ có bước sóng trung tâm ở 4,7 micromet.

Trong thiên văn học hồng ngoại, băng M là cửa sổ truyền dẫn khí quyển nằm ở 4,7 micromet (trong vùng giữa hồng ngoại).

## Các băng tần sóng cực ngắn khác
Phổ sóng cực ngắn thường được định nghĩa là phổ điện từ trong dải tần số 1.0 GHz đến 30 GHz, nhưng một số định nghĩa cũ hơn tính cả các tần số thấp hơn. Hầu hết các ứng dụng phổ biến trong dải tần 1,0 đến 30 GHz. Các băng tần số sóng cực ngắn, được định nghĩa bởi Hiệp hội Vô tuyến Anh (RSGB), được thể hiện trong bảng dưới đây. Chú ý là các tần số trên 30 GHz thường được gọi là "sóng mm". Tần số 30 GHz tương ứng với bước sóng 10 mm, hay 1 cm.
| Băng tần L  | 1 tới 2 GHz     |
| Băng tần S  | 2 tới 4 GHz     |
| Băng tần C  | 4 tới 8 GHz     |
| Băng tần X  | 8 tới 12 GHz    |
| Băng tần Ku | 12 tới 18 GHz   |
| Băng tần K  | 18 tới 26,5 GHz |
| Băng tần Ka | 26,5 tới 40 GHz |
| Băng tần Q  | 30 tới 50 GHz   |
| Băng tần U  | 40 tới 60 GHz   |
| Băng tần V  | 50 tới 75 GHz   |
| Băng tần E  | 60 tới 90 GHz   |
| Băng tần W  | 75 tới 110 GHz  |
| Băng tần F  | 90 tới 140 GHz  |
| Băng tần D  | 110 tới 170 GHz |

Chú thích: "Băng tần P " đôi khi được dùng không chính xác cho băng tần Ku. "P" có nghĩa là "previous" (trước) là băng tần radar dùng ở Anh có dải tần 250 đến 500 MHz, hiện nay băng tần hoàn toàn lỗi thời theo tiêu chuẩn 521 của IEEE, xem  và  Lưu trữ ngày 14 tháng 7 năm 2014 tại Wayback Machine. Đối với các định nghĩa khác, xem Letter Designations of Microwave Bands